# Касуга тайся
Касуга-тайся (яп. 春日大社) — синтоистское святилище в Наре, Япония.
Построено в 768 году, подвергалось многократной реконструкции. Касуга-тайся является родовым святилищем клана Фудзивара. Внутренний двор святилища украшен уникальными бронзовыми фонарями, по обе стороны дороги к кумирне стоят каменные фонари, древнейшие из них относятся к эпохе Камакура.
Храм является характерным примером стиля касуга-дзукури. По традиции, его перестраивают каждые 20 лет.
Касуга-тайся находится в Оленьем парке на окраине города. При святилище находится ботанический сад Манъёсю. Около храма регулярно организуются представления церемониальной музыки и танцев древней Японии.
В состав Касуга-тайся входит четыре кумирни Такэмикадзути-но микото (яп. 武甕槌命), Фуцу-нуси-но микото (яп. 経津主命), Амэ-но коянэ-но микото и его жены Химэ-гами (яп. 比売神). В настоящее время святилище уже не связано с родом Фудзивара, но оно активно посещается членами императорской фамилии, министрами и руководителями Японии. Праздники этого храма имеют большое значение для страны и самосознания японцев.
Исторически святилище связано с храмом Кофуку-дзи, которому когда-то было подчинено.
Вокруг храма раскинулся древний лес Касуга-яма, где с 841 года запрещены охота и рубка деревьев; в 16 веке Тоётоми Хидэёси приказал посадить там 10.000 кедров. В лесу обитают 173 вида животных и растений. Пешеходные тропы ведут к водопадам и на вершину горы Вакакуса. Вместе с храмом лес был внесён в список всемирного наследия ЮНЕСКО.

## Праздники
- 13 марта: Касуга-мацури — один из важнейших праздников Японии, проводится с XIII века.
- 14 августа и 15 августа: Тюгэн-манторо-мацури — церемония зажигания фонарей с музыкой и танцами, зажигается 1 800 каменных фонарей и 1 000 висячих фонарей.
- 15 декабря — 18 декабря: Касуга-вакамия-он-мацури — дух (ками) кумирни Вакамия-дзиндзя и сын основного духа Амэ-но Коянэ (яп. 天児屋根命), Амэ-но-оси-кумо-нэ-микото переносится из кумирни на холм недалеко от города, организуется процессия. В округе гасятся все фонари. Организуются представления сумо и театра но. Праздник связан с родом Фудзивара.

## Дополнительные изображения

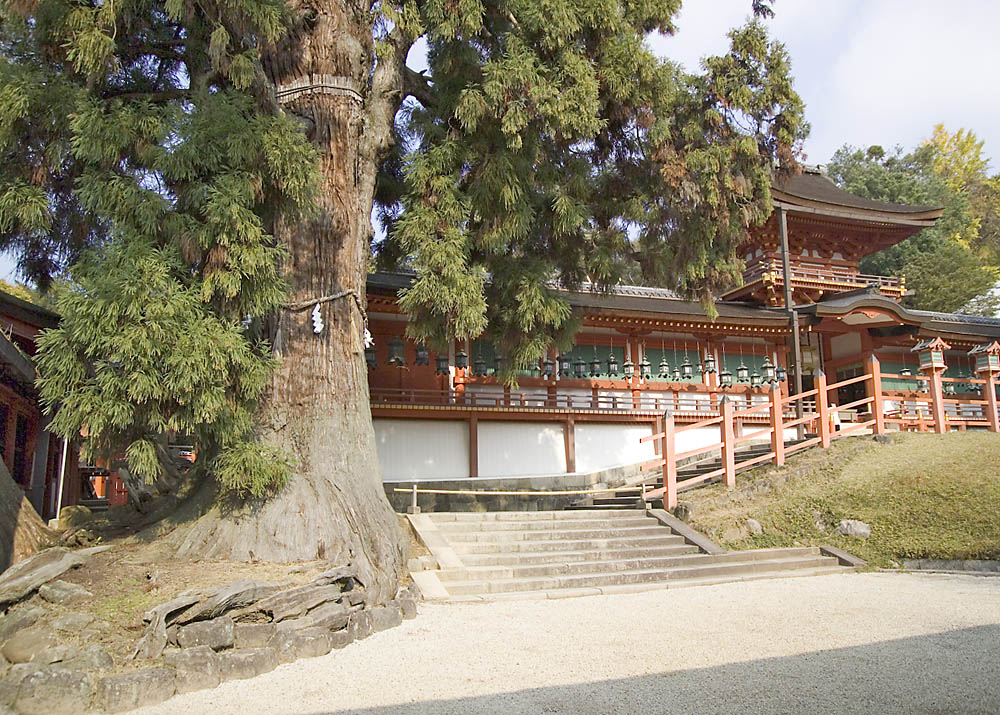
Вид комплекса
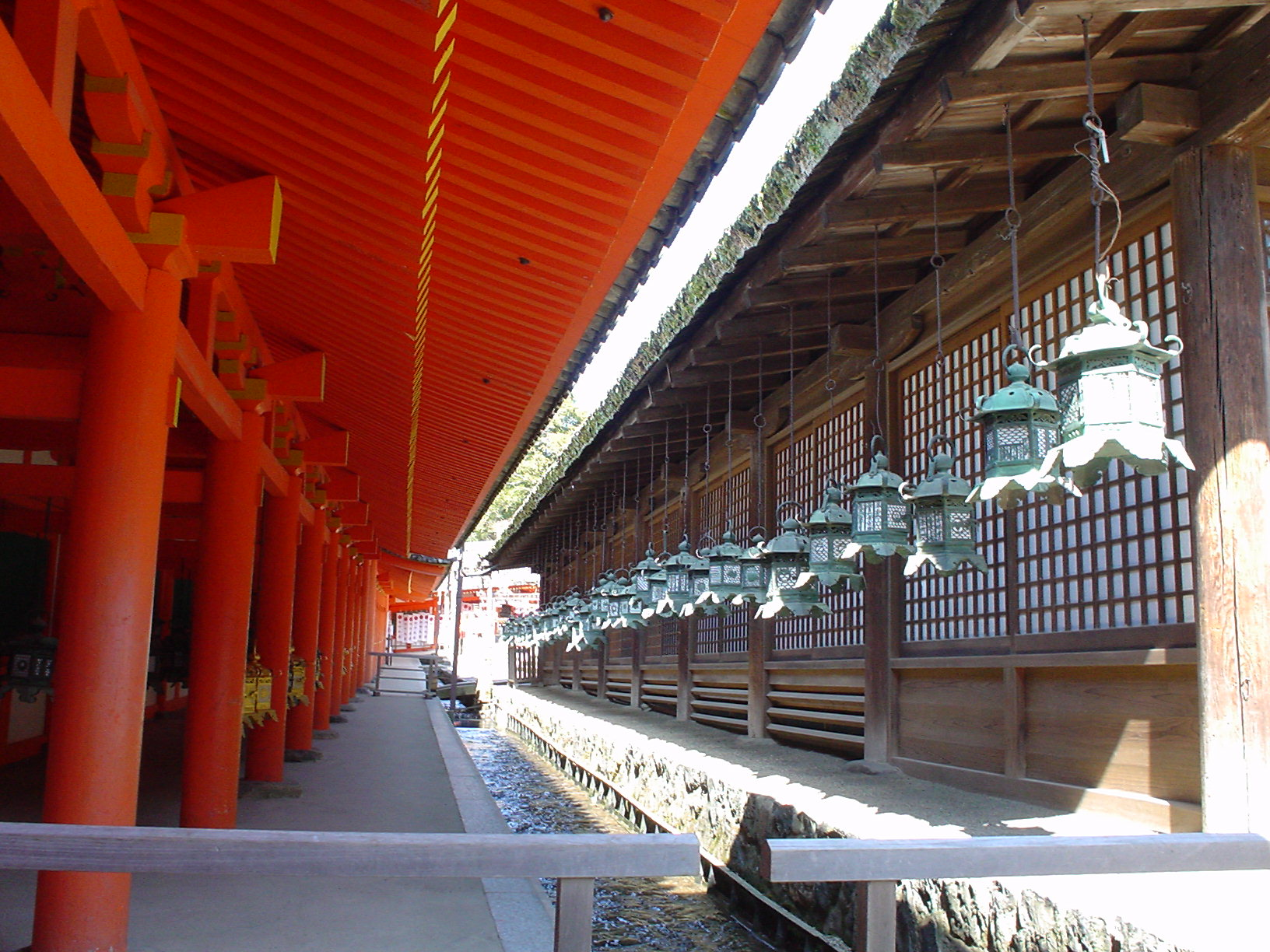
Бронзовые фонари
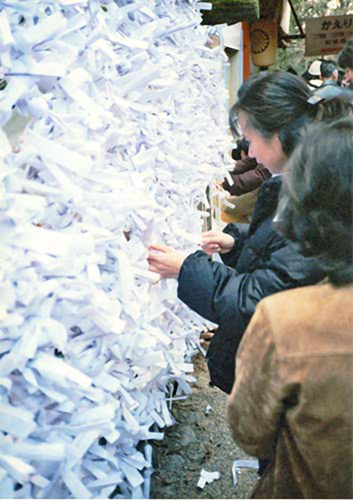
Паломники
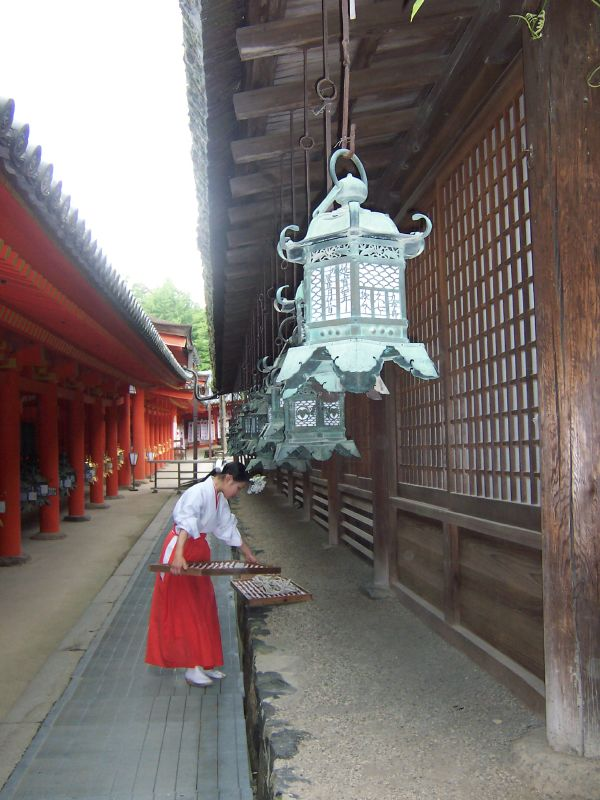
Жрица святилища (мико)
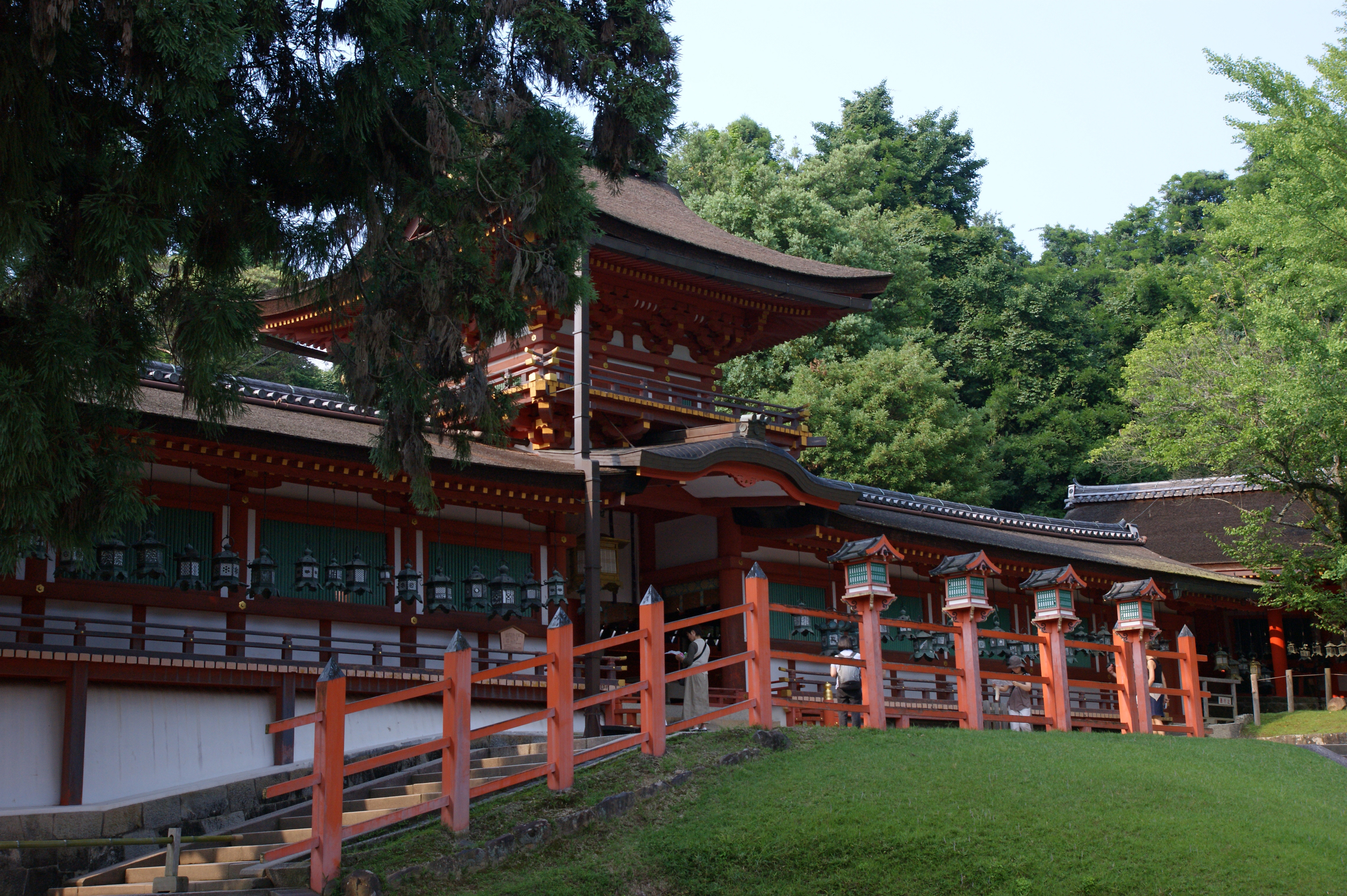